# Presburg (familie)
Presburg is de naam van een uit Bratislava afkomstige Joodse familie, die de moeders van onder meer Karl Marx en Frederik Philips heeft voortgebracht. Preßburg of Pressburg is de Duitse naam voor Bratislava.
1. Het geslacht vangt aan met David Meyer, die getrouwd was met ene Jutll, en die rabbijn was te Bratislava en te České Budějovice.
2. Zijn zoon was Hijman David, ook genoemd Jacques Presburg, die stierf in 1775. Hij trouwde met Hentje Isaac Stoekoetz, die gestorven is na 1785.
3. Hun zoon was Isaac Heijmans Presburg (Bratislava, 1747 - Nijmegen, 1832), die in 1775 naar Nederland kwam. Hij was koopman in textiel, geldwisselaar en chazan in de synagoge van Nijmegen. In deze stad trouwde hij in 1785  met Nanette Salomons Cohen (Amsterdam, 1764 - Nijmegen, 1833).
4a. Een van hun dochters was Sophie Presburg (Nijmegen, 1797 - Zaltbommel, 1854). Zij trouwde te Nijmegen in 1820 met Lion Philips. Zij werd aldus de moeder van Frederik Philips.
4b. Een andere dochter was Henriëtte Presburg (Nijmegen, 1788 - Trier, 1863), die in 1814 trouwde met Heinrich Marx (Saarlouis, 1777 - Trier, 1838), die advocaat was. Zij werd de moeder van Karl Marx. In de Grotestraat in Nijmegen bevindt zich een plaquette bij het ouderlijk huis van Henriette, alhoewel zij langer in de Nonnenstraat woonde. In de synagoge in deze straat trouwde ze ook met Heinrich, de vader van Karl Marx.

## Externe bron
- Henriëtte Presburg
- Genealogie